# (464547) 2016 CL36
(464547) 2016 CL36 es un asteroide perteneciente al cinturón de asteroides, descubierto el 17 de enero de 2007 por el equipo Spacewatch desde el Observatorio Nacional de Kitt Peak (Arizona, Estados Unidos).